# Sonia Larsson
Sonia Viktoria Larsson, född Klöfving 11 mars 1923 i Huddinge, död 28 januari 1999 i Ekerö, var en svensk målare. Från 1947 gift med konstnären Wive Larsson och mor till skådespelaren Gudmar Wivesson.
Larsson studerade konst vid Valands målarskola i Göteborg. Separat ställde hon ut i ett flertal svenska orter. Bland hennes offentliga arbeten märks en 150 kvadratmeter stor väggmålning för Stockholms läns landsting samt väggmålningar på fritidshem och barndaghem. Hon tilldelades statligt arbetsbidrag och Ekerös kulturstipendium 1971. Hennes konst består av landskap, porträtt och fantasibilder i akvarell. Larsson är representerad vid Statens konstråd.   

### Fotnoter
1. ↑  Runa över Wiwe Larsson Svenska Dagbladet 12 september 2007